# Black Star Riders
Black Star Riders är ett amerikanskt hårdrocksband, bildat i december 2012. Bandets senaste uppsättning består av sångaren och gitarristen Rick Warwick, gitarristen Christian Martucci, basisten Robbie Crane och trummisen Zak St John. Bandet bildades då medlemmar i Thin Lizzy ville spela in nytt material, men inte ville ge ut det under namnet Thin Lizzy. Black Star Riders har beskrivits som "nästa steg i evolutionen av Thin Lizzy".
Gruppens första album All Hell Breaks Loose gavs ut i maj 2013 och är det enda studioalbum av gruppen med samtliga originalmedlemmar. Förutom Warwick medverkade också Scott Gorham (gitarr), Marco Mendoza (bas), Damon Johnson (gitarr) och Jimmy DeGrasso (trummor) på albumet. Inför bandets andra studioalbum The Killer Instinct som gavs ut i februari 2015, hade Mendoza ersatts av Crane – denna sättning gav också ut Heavy Fire i februari 2017. DeGrasso lämnade Black Star Riders i mars 2017 medan Johnson lämnade bandet i slutet av 2018, och ersattes av Szeliga respektive Martucci. 2019 gavs bandets fjärde studioalbum, Another State of Grace, ut. Gorham och Szeliga lämnade gruppen 2021, samtidigt anslöt sig trummisen Zak St John till bandet.

## Historik

### 2010–2012: Början på bandet
I maj 2010 tillkännagav gitarristen Scott Gorham en ny version av Thin Lizzy, som hade turnerat sporadiskt med olika uppsättningar sedan 1996, efter bandledaren Phil Lynotts död 1986. Trummisen Brian Downey och keyboardisten Darren Wharton återvände till bandet. Anslöt gjorde också basisten Marco Mendoza samt sångaren Ricky Warwick. Initialt tog också Vivian Campbell en plats som gitarrist men ersattes snart av Richard Fortus, innan Damon Johnson blev medlem i gruppen i augusti 2011. Samtidigt som bandet turnerade under 2011 och 2012 skrev man nytt material för att eventuellt ge ut ett nytt studioalbum som Thin Lizzy. Demoinspelningar gjordes in juni 2012.
I oktober 2012 meddelades att det nya materialet inte skulle ges ut som Thin Lizzy. Ett nytt bandnamn skulle komma att användas till de nya låtarna. Enligt Gorham gjordes detta "av respekt för Phil Lynott och arvet han skapade", han bekräftade dock samtidigt att det nya materialet skulle komma att inneha det klassiska Thin Lizzy-soundet. Han meddelade senare att beslutet togs av honom själv tillsammans med Downey, vilket också stöddes av övriga bandmedlemmar. Han sade vidare att Lynotts änka Caroline hade varit obekväm med nya studioinspelningar under namnet Thin Lizzy. Warwick har också erkänt att en stor andel Thin Lizzy-fans varit emot idén med ett nytt studioalbum utan Lynott. Han bekräftade senare att tanken att använda namnet Thin Lizzy hade oroat honom, och att han själv – som ett fan – hade varit emot ett nytt studioalbum av Thin Lizzy med en annan sångare.
Samtidigt som de nya låtarna skrevs, stod det klart att Downey och Wharton inte skulle komma att vara involverade när de slutgiltiga inspelningarna skulle göras. Downey ville ha ett avbrott från bandets hektiska turnéschema, samtidigt som Wharton ville återvända till sitt band Dare, och arbeta med ett filmprojekt. Warwick bekräftade uppgifterna: "Brian och Darren vill inte vara ute på turné 150 dagar om året, och det är helt förståeligt. Men det vill vi." Under den här perioden sade Gorham att Thin Lizzy fortfarande kommer att finnas i framtiden: "Thin Lizzy kommer inte att dö". Warwick kommenterade Thin Lizzys "farväl"-turné i slutet av 2012: "Allt det där med 'farväl' betyder att vi inte kommer att göra 150 Lizzy-konserter under ett år... de där var bara de sista konserterna på ett tag." I mars 2013 gjorde Thin Lizzy en kort turné i Australien – tillsammans med Downey och Wharton.
Johnson har sagt att Gorham var emot ett nytt namn till bandet som var relaterat till Thin Lizzy. Warwicks förslag var Black Star Riders, efter ett gäng från westernfilmen Tombstone. Det nya namnet tillkännagavs den 20 december 2012.
Initialt bestod bandet av Gorham och Johnson som gitarrister, Mendoza på bas och Warwick som sångare. Jimmy DeGrasso rekryterades som trummis, men man valde att inte anlita någon keyboardist: "Jag tror faktiskt inte att vi kommer att ha keyboard i Black Star Riders. Man vet aldrig vad som händer längre fram, men det är uppsättningen just nu."
Samtliga medlemmar är amerikaner, förutom Warwick som kommer från Nordirland. Samtliga medlemmar hade tidigare nått framgångar med andra akter – Gorham med samtliga inkarnationer av Thin Lizzy sedan 1974 och med 21 Guns, Warwick med The Almighty, Johnson med Brother Cane och Alice Cooper, Mendoza med Blue Murder och DeGrasso med flera akter inklusive Megadeth, Suicidal Tendencies, White Lion och Alice Cooper. Gorham är den enda medlemmen i Black Star Riders som var medlem i Thin Lizzy samtidigt som bandet leddes av Phil Lynott.

### 2013–2015:All Hell Breaks LooseochThe Killer Instinct
Bandet spelade in sitt debutalbum All Hell Breaks Loose med producenten Kevin Shirley i Los Angeles under januari 2013, med ett bekräftat skivsläpp i slutet av maj. 15 låtar spelades in, till större del komponerade av Johnson med Warwick som textförfattare, med input från Gorham och Mendoza. Samtidigt som Gorham insisterade på att det nya bandet inte kunde låta som Thin Lizzy utan Lynott, antydde både Johnson och Warwick att deras nya material hade en "klassisk Lizzykänsla". Tolv låtar användes till slut på albumet, inklusive ett bonusspår för en specialutgåva.
Inspelningarna påbörjades den 8 januari 2013, och man spelade in en låt varje dag. Sessionerna avslutades 20 januari, och fotograferingen för albumet och promotionmaterial slutfördes också vid samma tidpunkt med den amerikanska musikfotografen Robert John. Albumet mixades månaden därpå. Gorham sade senare att inspelningen av tolv låtar på tolv dagar var "typ en pressad situation" och att bandet troligen inte skulle spela in på samma sätt igen i framtiden, men tillade att det var roligt och att resultaten var positiva. Den första singeln var "Bound for Glory", som spelades för första gången på Ken Bruce's mid-morning show på BBC Radio 2 den 21 mars 2013 i Storbritannien. Singeln gavs ut tre dagar senare, den 24 mars.
I samband med utgivningen av All Hell Breaks Loose gjorde bandet ett antal festivalframträdanden under sommaren 2013, följt av en världsturné. I en intervju i december 2012 bekräftade Gorham att den nya gruppen fortfarande skulle hylla sitt ursprung: "Eftersom alla vet var vi kom ifrån och vad vi gör, är det uppenbarligen ett slags måste. Vi kommer att spela det mesta av Black Star Riders-albumet men jag tror inte att vi skulle komma undan utan att spela några Thin Lizzylåtar.

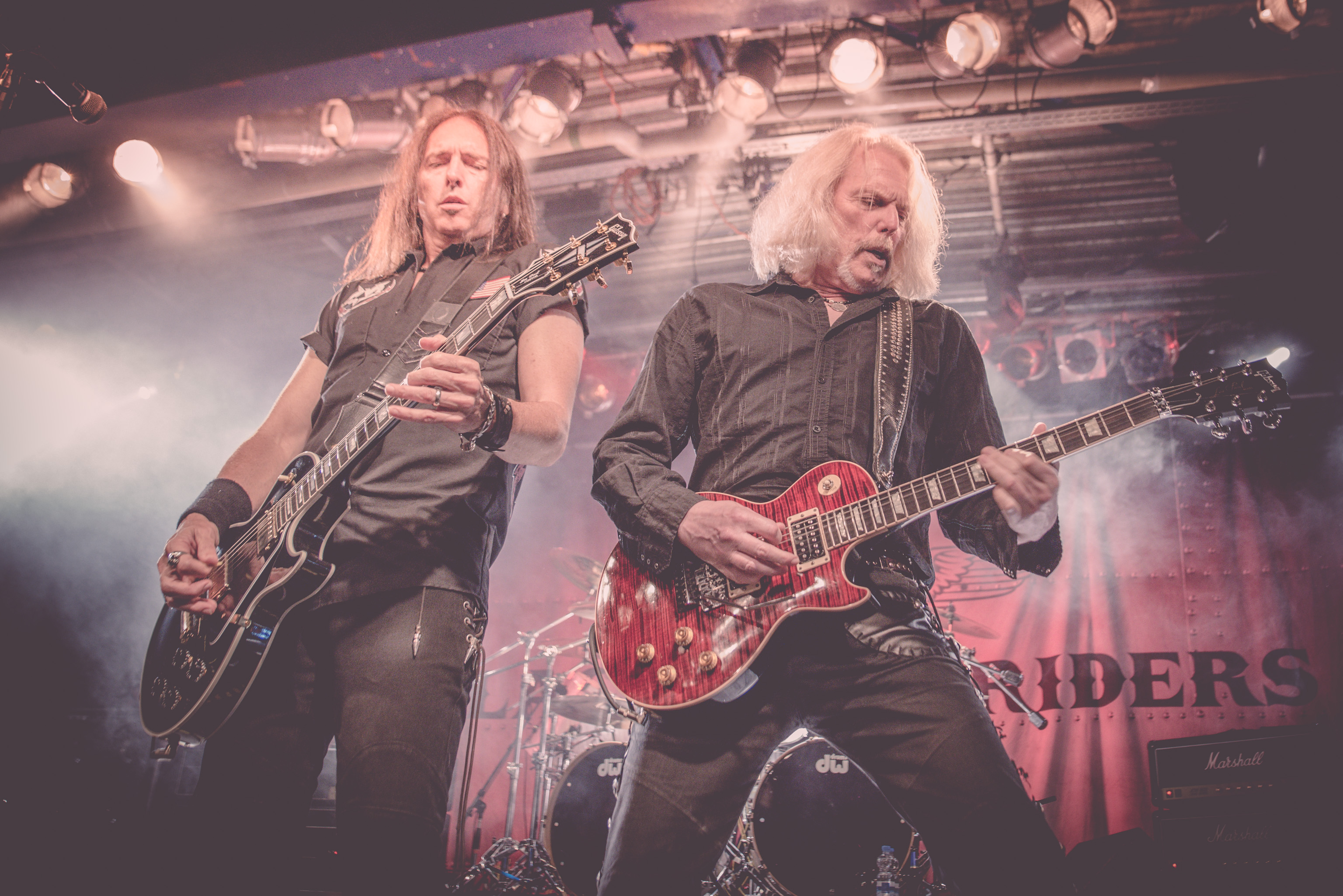
Johnson och Gorham med Black Star Riders i juli 2014.

Den 3 juni 2013 tillkännagav promotorn för Download Festival, Andy Copping, via sociala medier att bandet skulle ersätta Buckcherry vid Download 2013.
Black Star Riders spelade sin första konsert den 30 maj 2013 på Marshall Amps Theatre, i Milton Keynes, och gjorde senare ett framträdande på Hi Rock Festival i Tyskland den 1 och 2 juni, följt av Sweden Rock Festival den 8 juni och Download Festival den 15 juni. Man spelade på ytterligare en festival, vid Hard Rock Hell i Wales, den 29 november. Denna konsert gjordes mitt under en turné där man gjorde 39 konserter runt Europa och Storbritannien under oktober och december 2013. I maj 2014 gjorde gruppen 13 konserter i USA, vilka följdes av tre konserter i Japan samma månad, för att sedan återvända till USA där man gjorde ytterligare 25 konserter. Mellan juli och augusti 2014 återvände man till Europa där man gjorde 19 konserter i Storbritannien, Tyskland, Norge och Sverige.
Inspelningar för bandets andra studioalbum tillkännagavs i slutet av 2013, och den 27 januari 2014 meddelades det att albumet skulle spelas in i Dublin i oktober och att det skulle komma att produceras av Def Leppards sångare Joe Elliott. Elliott hade tidigare arbetat med både Warwick och Gorham. Elliott drog sig dock ur projektet i augusti på grund av schemakrockar med Def Leppard. Han ersattes snabbt av Nick Raskulinecz, och inspelningen av albumet ägde istället rum i Nashville i september 2014.
Den 30 maj 2014 tillkännagavs att Mendoza skulle lämna bandet till förmån för att bedriva andra projekt. Han lämnade Black Star Riders officiellt efter att ha avslutat en turné i USA den 22 juni. Han ersattes av Robbie Crane, som tidigare spelat i Ratt och Lynch Mob. Mendoza sade: "Jag är ledsen att jag lämnar bandet men jag känner att det är dags för mig att gå andra vägar, några har jag redan arbetat med, samtliga är jag väldigt exalterad över. Jag önskar killarna all framgång i framtiden och jag är väldigt glad över att min vän Robbie Crane kommer att fortsätta med BSR." Gorham och Warwick bekräftade att man skiljts åt som vänner. I januari 2015 mindes Warwick att Crane spelat "The Boys Are Back in Town" vid sin audition för bandet, och att Gorham hade känt att det hade varit det närmaste originalet sedan Phil Lynott spelat den.
Den 21 november 2014 meddelades det att det andra studioalbumet skulle ges ut under namnet The Killer Instinct och skulle innehålla tio låtar. Johnson förklarade hur producenten Raskulinecz hade gått igenom alla låtar som bandet hade skrivit innan inspelningen, och säkerställde att bandet "fokuserade på det material som bäst representerade Black Star Riders 2015." Albumet gavs ut den 20 februari 2015 och följdes av en turné i Storbritannien tillsammans med Europe.
Den 29 januari 2015 meddelade Planet Rock Radio att Black Star Riders hade bekräftats att medverka på Planet Rockstock i juni i Marrakech i Marocko. I mars 2015 tillkännagavs en turné i Storbritannien och Irland med Def Leppard och Whitesnake för december 2015, vilken föregicks av en Europeisk turné i november.

### 2016–idag: Fler album och medlemsbyten

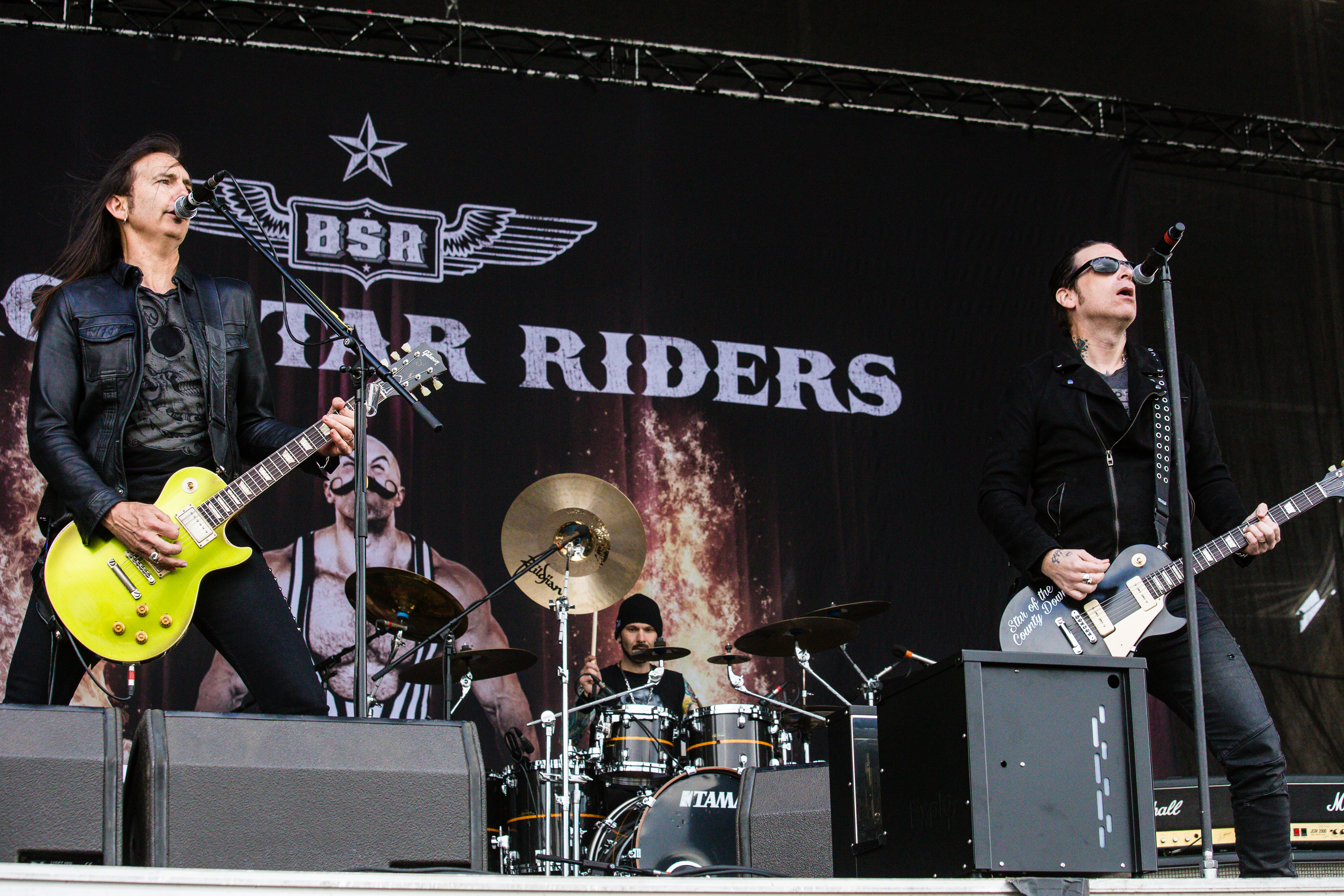
Black Star Riders live i juni 2017. Från vänster: Johnson, Szeliga och Warwick.

I januari 2016 avslöjade Ricky Warwick att inspelningarna för Black Star Riders tredje studioalbum skulle påbörjas senare under året och återigen produceras av Raskulinecz. Han sade också att albumet planerades att ges ut i början av 2017. I augusti samma år avslöjades det att titeln på det tredje albumet var Heavy Fire och att gruppens skulle komma att turnera i Storbritannien och Irland i mars 2017 i samband med utgivningen. Gun och The Amorettes agerade förband under turnéns fem första konserter, medan Backyard Babies medverkade på de återstående elva konserterna.
Den första singeln från Heavy Fire, "When the Night Comes In", spelades för första gången på Planet Rock i Storbritannien den 16 november 2016. Albumet gavs ut den 3 februari 2017 och nådde som bäst plats 6 i Storbritannien och plats 11 i Tyskland. En månad efter utgivningen, i mars 2017, vann albumet ett Planet Rock-pris för bästa brittiska album.
Det tillkännagavs den 29 mars 2017 att Jimmy DeGrasso hade lämnat bandet i samförstånd efter att ha avslutat den brittiska turnén. Före den europeiska delen av turnén, den 5 maj 2017, tillkännagavs Chad Szeliga som Black Star Riders nya trummis. Szeliga hade tidigare varit medlem i Breaking Benjamin och Black Label Society. 
Efter ytterligare en turné i USA meddelades det att Johnson skulle lämna bandet i slutet av 2018 för att koncentrera sig på sin solokarriär och arbeta som studiomusiker. I november samma år togs Luke Morley från Thunder in temporärt som gitarrist i bandet för en turné i Sydamerika, innan Johnson gjorde sina sista konserter med bandet i Storbritannien i slutet av året. Johnson ersattes av Christian Martucci från Stone Sour. Martucci anslöt till bandet i studion i början av 2019 för att spela in dess fjärde studioalbum, Another State of Grace. Johnson sade: "Tre utmärkta album på sex år med detta fantastiska band är en av de stoltaste prestationerna i min karriär, och det har varit fantastiskt."
Black Star Riders fjärde studioalbum, Another State of Grace, gavs ut den 6 september 2019 och följdes av en turné i Storbritannien och Europa.
Den 20 september 2021 meddelades det att bandet skrivit ett multialbumavtal med Earache Records, samt att man i oktober samma år skulle påbörja inspelningarna av ett nytt studioalbum, som likt föregående album åter skulle komma att produceras av Jay Ruston. Det meddelades samtidigt att Gorham och Szeliga lämnat bandet, där Gorham främst ville ägna sin tid åt Thin Lizzy. Gorham ersattes inte av någon ny gitarrist: gruppen valde att fortsätta som kvartett där Warwick tog över en del av leadgitarrdelarna tillsammans med Martucci. Szeliga ersattes av Zak St John.

## Medlemmar
| Nuvarande medlemmar - Ricky Warwick — sång, gitarr (2012–idag) - Robbie Crane — bas, kör (2014–idag) - Christian Martucci — gitarr, kör (2019–idag) - Zak St John — trummor (2021–idag) | Tidigare medlemmar - Scott Gorham — gitarr, kör (2012–2021) - Damon Johnson — gitarr, kör (2012–2018) - Jimmy DeGrasso — trummor (2012–2017) - Marco Mendoza — bas (2012–2014) - Chad Szeliga — trummor (2017–2021) | Turnémusiker - Luke Morley — gitarr, kör (2018) |

Tidslinje

## Diskografi
Studioalbum
- 2013 – All Hell Breaks Loose
- 2015 – The Killer Instinct
- 2017 – Heavy Fire
- 2019 – Another State of Grace